# Imapinua Planitia
Imapinua Planitia is een laagvlakte op de planeet Venus. Imapinua Planitia werd in 1997 genoemd naar Imapinua, een Eskimo-zeemeesteres (Groenland) .
De laagvlakte heeft een diameter van 2100 kilometer en bevindt zich in het quadrangle Henie (V-58).